# 陈孝女祠
陈孝女祠，位于中国广东省惠州市博罗县龙华镇卫生院，为博罗县的一个县级文物保护单位，类型为古建筑，公布时间为1985年。
陈孝女祠的历史年代为清代。